# Charles Macpherson
Charles Macpherson (Edimburg, 1870 - 1927) fou un compositor i organista escocès. El 1895 fou nomenat segon organista de l'església de Sant Pau de Londres, i posteriorment professor d'harmonia i contrapunt en la Reial Acadèmia de Música. Va compondre les suites per a orquestra titulades: Highland, Hollowe'en, el salm CXXXVII per a cor i orquestra; Melodies galloises, l'obertura Cridhe an Cfhaidhil, etc.; i diversos tractats musicals. Charles Macpherson era germà del també músic i compositor Steward Macpherson.